# رودولف کیپنهان
رودولف کیپنهان (انگلیسی: Rudolf Kippenhahn; ۲۴ مهٔ ۱۹۲۶ – ۱۵ نوامبر ۲۰۲۰) مؤلف (پدیدآور) علمی، اخترفیزیکدان، و استاد دانشگاه اهل آلمان بود. وی همچنین برندهٔ جایزه‌هایی همچون مدال ادینگتون و مدال کارل شوارتزیلد شده‌است.

## زندگی‌نامه
رودولف کیپنهان در پرنینک، چکسلواکی متولد شد. وی در ابتدا ریاضیات و فیزیک را در دانشگاه فریدریش-آلکساندر ارلانگن-نورنبرگ پیش از ادامه در اخترشناسی تحصیل کرد. از سال ۱۹۷۵ تا ۱۹۹۱، کیپنهان مدیر انستیتوی اخترفیزیک ماکس پلانک در گارچینگ، مونیخ، آلمان بود. از سال ۱۹۹۱، کیپنهان به عنوان نویسندهٔ فعال منتشر شده‌ها در گوتینگن، که در تلاش رواج تحقیقات علمی در زمینه‌های اخترشناسی بود، همان ردیف نوشته که استیون هاوکینگ، برای آن برندهٔ جایزه Bruno H. Bürgel شد. کتاب‌های وی موضوعات متنوعی مانند اخترشناسی، رمزنگاری و فیزیک اتمی را پوشش می‌دهد.
در سال ۲۰۰۵، رودولف کیپنهان توسط انجمن نجوم سلطنتی به دلیل تحقیقات علمی خود در مورد محاسبه ساختار ستاره و تکامل ستاره‌ای، مدال ادینگتون را دریافت کرد. نموداری که چگونگی تکامل فضای داخلی یک ستاره از توالی اصلی عصر صفر تا مراحل بعدی تکامل آن را نشان می‌دهد به عنوان نمودارهای کیپنهان شناخته می‌شوند.